# Ratpenat de ferradura arcuat
El ratpenat de ferradura arcuat (Rhinolophus arcuatus) és una espècie de ratpenat de la família dels rinolòfids. Una espècie sinònima és el ratpenat de ferradura d'Andersen (Rhinolophus anderseni). Viu a Indonèsia, Malàisia, Papua Nova Guinea i Filipines. El seu hàbitat natural són terres agrícoles, boscos secundaris i primaris. No hi ha cap amenaça significativa per a la supervivència d'aquesta espècie, tot i que està afectada per la pèrdua del bosc.